# Simulium estevezi
Simulium estevezi es una especie de insecto del género Simulium, familia Simuliidae, orden Diptera.
Fue descrita científicamente por Vargas, 1945.